# Gosho Ginchev
Gosho Ginchev (n. Madrets, Bulgaria, 2 de febrero de 1969) es un exfutbolista búlgaro, que jugaba de defensa y militó en diversos clubes de Bulgaria y Turquía.

## Selección nacional
Con la Selección de fútbol de Bulgaria, disputó 19 partidos internacionales y no anotó goles. Incluso participó con la selección búlgara, en una sola edición de la Copa Mundial. La única participación de Ginchev en un mundial, fue en la edición de Francia 1998. donde su selección quedó eliminado, en la primera fase de la cita de Francia.

### Participaciones en Copas del Mundo
| Mundial                        | Sede    | Resultado    |
| ------------------------------ | ------- | ------------ |
| Copa Mundial de Fútbol de 1998 | Francia | Primera Fase |

## Clubes
| Club               | País     | Año         |
| ------------------ | -------- | ----------- |
| Beroe Stara Zagora | Bulgaria | 1986 - 1992 |
| Levski Sofia       | Bulgaria | 1992 - 1995 |
| Denizlispor        | Turquía  | 1995 - 1996 |
| Antalyaspor        | Turquía  | 1996 - 2002 |
| Cherno More Varna  | Bulgaria | 2002 - 2005 |